# Acanthopsis spathularis
Acanthopsis spathularis là một loài thực vật có hoa trong họ Ô rô. Loài này được Ernst Heinrich Friedrich Meyer đặt tên khoa học là Acanthus spathularis năm 1837, nhưng mô tả khoa học đầu tiên là của Christian Gottfried Daniel Nees von Esenbeck công bố năm 1847 dưới danh pháp Acanthodium spathulare. Năm 1890, Hans Schinz chuyển nó sang chi Acanthopsis.

## Phân bố
Loài bản địa tây bắc tỉnh Cape (Nam Phi).